# Спасательный модуль
«Спасательный модуль» (англ. Lifepod) — телевизионный фильм Рона Силвера 1993 года. Вольная интерпретация драмы Альфреда Хичкока «Спасательная шлюпка» (1944).

## Сюжет
История путешествия восьмерых пассажиров. В канун Рождества происходит непоправимое — корабль взрывается. Всем грозит близкая смерть, и пассажирам в спасательном модуле нужно понять произошедшее: почему взорвался корабль и как они могут спастись с ограниченным запасом воздуха и продуктов.

## В ролях
- Роберт Лоджиа — Бэнкс
- Джессика Так — Клэр Джон
- Стэн Шоу — Паркер
- Адам Сторк — Кейн
- Келли Уильямс — Рена Джанусиа
- Эд Гэйл — Къю-Фри
- Си Си Эйч Паундер — Мэйвен, пилот спасательного модуля
- Сэм Уиппл — Рилло